# Manna Dey
Manna Dey, właśc. Prabodh Chandra Dey (ur. 1 maja 1919 w Kalkucie, zm. 24 października 2013 w Bengaluru) – indyjski piosenkarz.

## Wyróżnienia
Został uhonorowany Orderem Padmy Shri, Orderem Padmy Bhushan i nagrodą Dadasaheb Phalke Award.